# Villa Forquet
Die Villa Forquet (auch Villa Picasso oder Villa Clara) ist ein Landhaus aus dem 18. Jahrhundert im Viertel Stella von Neapel in der italienischen Region Kampanien. Es liegt an der Salita dello Scudillo, 17.

## Geschichte
Das Anwesen gehörte bis 1931 der Familie Forquet und wurde 1927 zum Nationaldenkmal erklärt. Später fiel es an die Familie Janni und wurde erneut in die Liste der Nationaldenkmale eingetragen. Dies führte dazu, dass nach dem Zweiten Weltkrieg die Kriegsschäden auf Staatskosten repariert wurden. Die Arbeiten wurden vom neuen Eigentümer, Giovanni Picasso, abgeschlossen und die Villa wurde 1955 erneut in die Liste schützenswerter Gebäude aufgenommen. Picasso bewirtete seinen Freund Benedetto Croce zusammen mit dessen Tochter Clara 1952 auf dem Anwesen.

## Beschreibung
Das im 18. Jahrhundert nach von Vanvitelli inspirierten Modellen gebaute Haus hat einen T-förmigen Grundriss. Es ist durch einen Baukörper in der Mitte gekennzeichnet, an den ein länglicher, einstöckiger Baukörper angebaut ist, der durch eine Panoramaterrasse für das Piano nobile gedeckt ist. Die Villa ist von einem weitläufigen Garten umgeben, der in einem Halbkreis endet.
Das gesamte Bauwerk ist darüber hinaus von einem schönen Steineichenwald umgeben. Die Villa liegt unweit der Villa Valiante.